# Discografia de Twenty One Pilots
O duo musical americano Twenty One Pilots lançou cinco álbuns de estúdio, um álbum ao vivo, dez músicas estendidas, dezoito singles e vinte e cinco videoclipes. A banda foi formada em 2009 e atualmente é composta por Tyler Joseph e Josh Dun. Eles lançaram dois álbuns, Twenty One Pilots em 2009 e Regional at Best em 2011, antes de assinar um contrato com a Fueled by Ramen em 2012. Eles lançaram seu terceiro álbum de estúdio, Vessel, com a Fueled by Ramen em 2013. Seu quarto álbum de estúdio, Blurryface, foi lançado em 15 de maio de 2015 pela mesma gravadora. Em 25 de novembro de 2016, eles lançaram Blurryface Live, em 3 LP, Tri-Gatefold Picture Disc Vinil apresentando o áudio ao vivo gravado no The Fox Theatre em Oakland, CA, também com a gravadora.
O duo alcançou um sucesso estrondoso com seu quarto álbum, Blurryface, em 2015, que produziu os singles de sucesso "Stressed Out" e "Ride". Além do mais, o single "Heathens", gravado para a trilha sonora do filme Suicide Squad, fez com que o duo se tornasse o primeiro grupo artístico a ter dois singles simultâneos no top 10 dos Estados Unidos. O quinto álbum do duo, Trench, foi lançado em 5 de outubro de 2018. Eles ganharam um Grammy Award para melhor desempenho de pop em duo ou grupo, e o vocalista, Tyler Joseph, foi indicado a seis Prêmios Grammy no total.

## Álbuns

### Álbuns de estúdio
| Álbum                                                                         | Detalhes | Melhores posições nas tabelas | Melhores posições nas tabelas | Melhores posições nas tabelas | Melhores posições nas tabelas | Melhores posições nas tabelas | Melhores posições nas tabelas | Melhores posições nas tabelas | Melhores posições nas tabelas | Melhores posições nas tabelas | Melhores posições nas tabelas | Vendas                                  | Certificações |
| Álbum                                                                         | Detalhes | EUA                           | AUS                           | BEL                           | CAN                           | FIL                           | HOL                           | IRL                           | NZL                           | SUE                           | UK                            | Vendas                                  | Certificações |
| ----------------------------------------------------------------------------- | --- | ----------------------------- | ----------------------------- | ----------------------------- | ----------------------------- | ----------------------------- | ----------------------------- | ----------------------------- | ----------------------------- | ----------------------------- | ----------------------------- | --------------------------------------- | --- |
| Twenty One Pilots                                                             | - Lançamento: 29 de dezembro de 2009 - Gravadora: Independente - Formato(s): CD, download digital, streaming                  | 139                           | —                             | —                             | —                             | —                             | —                             | —                             | —                             | —                             | —                             | - : 115.000                             | |
| Regional at Best                                                              | - Lançamento: 8 de julho de 2011 - Gravadora: Independente - Format: CD, download digital, streaming                          | —                             | —                             | —                             | —                             | —                             | —                             | —                             | —                             | —                             | —                             | - : 3.000                               | |
| Vessel                                                                        | - Lançamento: 8 de janeiro de 2013 - Gravadora: Fueled by Ramen - Formato(s): CD, cassette, download digital, vinil           | 21                            | 51                            | 95                            | 29                            | 49                            | 53                            | 24                            | 16                            | 60                            | 39                            |                                         | - RIAA: 2× Platina - BPI: Ouro - MC: Ouro                                                                                  |
| Blurryface                                                                    | - Lançamento: 17 de maio de 2015 - Label: Fueled by Ramen - Formato(s): CD, cassete, download digital, streaming, vinil       | 1                             | 7                             | 17                            | 4                             | 5                             | 18                            | 7                             | 2                             | 9                             | 5                             | - : 6.500.000 - : 1.700.000 - : 394.727 | - RIAA: 4× Platina - PMB: 2× Platina - ARIA: Ouro - BPI: Platina - GLF: Ouro - MC: 4× Platina - NVPI: Ouro - RMNZ: Platina |
| Trench                                                                        | - Lançamento: 5 de outubro de 2018 - Gravadora: Fueled by Ramen - Formato(s): CD, cassete, download digital, streaming, vinil | 2                             | 1                             | 7                             | 2                             | 2                             | 1                             | 2                             | 1                             | 5                             | 2                             |                                         | - RIAA: Platina - PMB: Platina - BPI: Ouro - MC: Ouro                                                                      |
| Scaled And Icy                                                                | - Lançamento: 21 de maio de 2021 - Gravadora: Fueled by Ramen - Formato(s): CD, cassete, download digital, streaming, vinil   |                               |                               |                               |                               |                               |                               |                               |                               |                               |                               |                                         | |
| Clancy                                                                        | - Lançamento: 24 de maio de 2024 - Gravadora: Fueled by Ramen - Formato(s): CD, cassete, download digital, streaming, vinil   | —                             | —                             | —                             | —                             | —                             | —                             | —                             | —                             | —                             | —                             | —                                       | — |
| "—" denota álbuns que não entraram nas tabelas ou não foram lançados no país. | |                               |                               |                               |                               |                               |                               |                               |                               |                               |                               |                                         | |

### Álbuns ao vivo
| Álbum           | Detalhes do álbum                                                                           | Melhores posições nas tabelas | Melhores posições nas tabelas |
| Álbum           | Detalhes do álbum                                                                           | EUA Alt.                      | EUA Rock                      |
| --------------- | ------------------------------------------------------------------------------------------- | ----------------------------- | ----------------------------- |
| Blurryface Live | - Lançamento: 25 de novembro de 2016 - Gravadora: Fueled by Ramen - Formato: Disco de vinil | 18                            | 28                            |

## Extended plays (EPs)
| Johnny Boy                                                                               | - Lançamento: 4 de maio de 2009 - Gravadora: Independente - Formato: CD                           | —   | —  | —  |
| Three Songs                                                                              | - Lançamento: 17 de julho de 2012 - Label: Fueled by Ramen - Formato: CD, download digital        | —   | —  | —  |
| Migraine                                                                                 | - Lançamento: 14 de junho de 2013 - Gravadora: Fueled by Ramen - Formato: Download digital        | —   | —  | —  |
| Holding on to You                                                                        | - Lançamento: 16 de agosto de 2013 - Gravadora: Fueled by Ramen - Formato: Download digital       | —   | —  | —  |
| Quiet Is Violent                                                                         | - Lançamento: 1 de agosto de 2014 - Gravadora: Fueled by Ramen - Formato: CD, download digital    | —   | —  | —  |
| The LC LP                                                                                | - Lançamento: 18 de abril de 2015 - Gravadora: Fueled by Ramen (548230) - Formato: Disco de vinil | —   | —  | —  |
| Double Sided                                                                             | - Lançamento: 16 de abril de 2016 - Gravadora: Fueled by Ramen - Formato: Disco de vinil          | —   | —  | —  |
| TOPxMM (The Mutemath Sessions)                                                           | - Lançamento: 19 de dezembro de 2016 - Gravadora: Independente - Formato: Download digital        | 161 | 11 | 12 |
| Jumpsuit / Nico and the Niners                                                           | - Lançamento: 11 de julho de 2018 - Gravadora: Fueled by Ramen - Formato: Download digital        | —   | —  | —  |
| Triplet EP                                                                               | - Lançamento: 5 de outubro de 2018 - Gravadora: Fueled by Ramen - Formato: Disco de vinil         | —   | —  | —  |
| "—" denota a gravação não conseguiu entrar na tabela musical ou não foi lançada no país. |                                                                                                   |     |    |    |

## Singles

### Como artista principal
| Ano                                                                            | Canção                | Melhores posições nas tabelas | Melhores posições nas tabelas | Melhores posições nas tabelas | Melhores posições nas tabelas | Melhores posições nas tabelas | Melhores posições nas tabelas | Melhores posições nas tabelas | Melhores posições nas tabelas | Melhores posições nas tabelas | Melhores posições nas tabelas | Certificações | Álbum                         |
| Ano                                                                            | Canção                | EUA                           | EUA Alt.                      | EUA Rock                      | AUS                           | BEL                           | CAN                           | IRL                           | NZL                           | SUE                           | UK                            | Certificações | Álbum                         |
| ------------------------------------------------------------------------------ | --------------------- | ----------------------------- | ----------------------------- | ----------------------------- | ----------------------------- | ----------------------------- | ----------------------------- | ----------------------------- | ----------------------------- | ----------------------------- | ----------------------------- | --- | ----------------------------- |
| 2012                                                                           | "Holding on to You"   | —                             | 10                            | 33                            | —                             | —                             | —                             | —                             | —                             | —                             | —                             | - RIAA: Platina | Vessel                        |
| 2012                                                                           | "Guns for Hands"      | —                             | —                             | —                             | —                             | —                             | —                             | —                             | —                             | —                             | —                             | - RIAA: Ouro | Vessel                        |
| 2013                                                                           | "Lovely"              | —                             | —                             | —                             | —                             | —                             | —                             | —                             | —                             | —                             | —                             | | Vessel e Blurryface           |
| 2013                                                                           | "House of Gold"       | —                             | 10                            | 38                            | —                             | —                             | —                             | —                             | —                             | —                             | —                             | - RIAA: Platina | Vessel                        |
| 2013                                                                           | "Fake You Out"        | —                             | —                             | —                             | —                             | —                             | —                             | —                             | —                             | —                             | —                             | - RIAA: Ouro | Vessel                        |
| 2014                                                                           | "Car Radio"           | —                             | 28                            | 20                            | —                             | —                             | —                             | —                             | —                             | —                             | —                             | - RIAA: 2× Platina - BPI: Prata                                                                                               | Vessel                        |
| 2015                                                                           | "Fairly Local"        | 84                            | —                             | 8                             | —                             | —                             | —                             | —                             | —                             | —                             | —                             | - RIAA: Platina - MC: Ouro | Blurryface                    |
| 2015                                                                           | "Tear in My Heart"    | 82                            | 2                             | 6                             | 60                            | —                             | 88                            | —                             | —                             | —                             | —                             | - RIAA: 2× Platina - BPI: Prata - MC: Platina                                                                                 | Blurryface                    |
| 2015                                                                           | "Lane Boy"            | —                             | —                             | 28                            | —                             | —                             | —                             | —                             | —                             | —                             | —                             | - RIAA: Platina - BPI: Prata - MC: Ouro                                                                                       | Blurryface                    |
| 2015                                                                           | "Stressed Out"        | 2                             | 1                             | 1                             | 2                             | 3                             | 3                             | 5                             | 5                             | 9                             | 12                            | - RIAA: Diamante - ARIA: 3× Platina - BEA: 2× Platina - BPI: 2× Platina - GLF: 4× Platina - MC: 8× Platina - RMNZ: 2× Platina | Blurryface                    |
| 2016                                                                           | "Ride"                | 5                             | 1                             | 1                             | 18                            | 7                             | 13                            | 38                            | 10                            | 50                            | 47                            | - RIAA: 6× Platina - ARIA: Platina - BEA: Platina - BPI: Platina - GLF: Platina - MC: 5× Platina - RMNZ: Platina              | Blurryface                    |
| 2016                                                                           | "Heathens"            | 2                             | 1                             | 1                             | 3                             | 10                            | 3                             | 4                             | 2                             | 6                             | 5                             | - RIAA: 7× Platina - ARIA: 2× Platina - BEA: Platina - BPI: 2× Platina - MC: 2× Platina - RMNZ: Platina                       | Suicide Squad: The Album      |
| 2016                                                                           | "Heavydirtysoul"      | —                             | 2                             | 8                             | —                             | 42                            | —                             | —                             | —                             | —                             | —                             | - RIAA: Platina - BPI: Prata - MC: Platina                                                                                    | Blurryface                    |
| 2018                                                                           | "Jumpsuit"            | 50                            | 1                             | 6                             | 76                            | —                             | 61                            | 41                            | —                             | —                             | 50                            | - RIAA: Ouro - MC: Ouro | Trench                        |
| 2018                                                                           | "Nico and the Niners" | 79                            | —                             | 7                             | 133                           | —                             | —                             | 60                            | —                             | —                             | 88                            | - RIAA: Ouro | Trench                        |
| 2018                                                                           | "Levitate"            | —                             | —                             | 11                            | —                             | —                             | —                             | —                             | —                             | —                             | —                             | | Trench                        |
| 2018                                                                           | "My Blood"            | 81                            | 2                             | 4                             | —                             | —                             | 76                            | 61                            | —                             | —                             | 62                            | - RIAA: Ouro - MC: Ouro | Trench                        |
| 2019                                                                           | "Chlorine"            | —                             | 1                             | 3                             | —                             | —                             | 85                            | 64                            | —                             | —                             | —                             | - RIAA: Platina - BPI: Prata - MC: Ouro                                                                                       | Trench                        |
| 2019                                                                           | "The Hype"            | —                             | 1                             | 3                             | —                             | —                             | —                             | —                             | —                             | —                             | —                             | - RIAA: Ouro | Trench                        |
| 2020                                                                           | "Level of Concern"    | 23                            | 1                             | 1                             | 83                            | —                             | 53                            | 29                            | —                             | —                             | 42                            | - RIAA: Ouro - PMB: Ouro - MC: Ouro                                                                                           | Não adicionado à nenhum álbum |
| 2024                                                                           | "Overcompensate"      | —                             | —                             | —                             | —                             | —                             | —                             | —                             | —                             | —                             | —                             | — | Clancy                        |
| "—" denota canções que não entraram nas tabelas ou não foram lançadas no país. |                       |                               |                               |                               |                               |                               |                               |                               |                               |                               |                               | |                               |

### Singlespromocionais
| Ano  | Canção   | Melhores posições nas tabelas | Melhores posições nas tabelas | Melhores posições nas tabelas | Melhores posições nas tabelas | Melhores posições nas tabelas | Melhores posições nas tabelas | Certificações | Álbum                                 |
| Ano  | Canção   | EUA                           | EUA Rock                      | AUS                           | CAN                           | NZL Heat.                     | UK                            | Certificações | Álbum                                 |
| ---- | -------- | ----------------------------- | ----------------------------- | ----------------------------- | ----------------------------- | ----------------------------- | ----------------------------- | ------------- | ------------------------------------- |
| 2016 | "Cancer" | 91                            | 6                             | 53                            | 75                            | 1                             | 93                            | - RIAA: Ouro  | Rock Sound Presents: The Black Parade |

## Outras canções que entraram nas tabelas e certificadas
| Ano                                                                          | Canção                          | Melhores posições nas tabelas | Melhores posições nas tabelas | Melhores posições nas tabelas | Melhores posições nas tabelas | Melhores posições nas tabelas | Melhores posições nas tabelas | Certificações              | Álbum      |
| Ano                                                                          | Canção                          | EUA Bub.                      | EUA Rock                      | IRL                           | NZL Hot                       | SUE Heat.                     | UK                            | Certificações              | Álbum      |
| ---------------------------------------------------------------------------- | ------------------------------- | ----------------------------- | ----------------------------- | ----------------------------- | ----------------------------- | ----------------------------- | ----------------------------- | -------------------------- | ---------- |
| 2013                                                                         | "Ode to Sleep"                  | —                             | —                             | —                             | —                             | —                             | —                             | - RIAA: Ouro               | Vessel     |
| 2013                                                                         | "Migraine"                      | —                             | —                             | —                             | —                             | —                             | —                             | - RIAA: Platina            | Vessel     |
| 2013                                                                         | "Semi-Automatic"                | —                             | —                             | —                             | —                             | —                             | —                             | - RIAA: Ouro               | Vessel     |
| 2013                                                                         | "Screen"                        | —                             | —                             | —                             | —                             | —                             | —                             | - RIAA: Ouro               | Vessel     |
| 2013                                                                         | "The Run and Go"                | —                             | —                             | —                             | —                             | —                             | —                             | - RIAA: Ouro               | Vessel     |
| 2013                                                                         | "Trees"                         | —                             | —                             | —                             | —                             | —                             | —                             | - RIAA: Ouro               | Vessel     |
| 2013                                                                         | "Truce"                         | —                             | —                             | —                             | —                             | —                             | —                             | - RIAA: Ouro               | Vessel     |
| 2015                                                                         | "Polarize"                      | —                             | 31                            | —                             | —                             | —                             | —                             | - RIAA: Ouro - MC: Ouro    | Blurryface |
| 2015                                                                         | "The Judge"                     | —                             | 32                            | —                             | —                             | —                             | —                             | - RIAA: Platina - MC: Ouro | Blurryface |
| 2015                                                                         | "Doubt"                         | —                             | 32                            | —                             | —                             | —                             | —                             | - RIAA: Ouro - MC: Ouro    | Blurryface |
| 2015                                                                         | "Message Man"                   | —                             | 35                            | —                             | —                             | —                             | —                             | - RIAA: Ouro - MC: Ouro    | Blurryface |
| 2015                                                                         | "We Don't Believe What's on TV" | —                             | 39                            | —                             | —                             | —                             | —                             | - RIAA: Ouro               | Blurryface |
| 2015                                                                         | "Hometown"                      | —                             | —                             | —                             | —                             | —                             | —                             | - RIAA: Ouro               | Blurryface |
| 2015                                                                         | "Not Today"                     | —                             | —                             | —                             | —                             | —                             | —                             | - RIAA: Ouro               | Blurryface |
| 2015                                                                         | "Goner"                         | —                             | 37                            | —                             | —                             | —                             | —                             | - RIAA: Ouro               | Blurryface |
| 2018                                                                         | "Morph"                         | 6                             | 9                             | 54                            | 11                            | 10                            | 67                            |                            | Trench     |
| 2018                                                                         | "Neon Gravestones"              | —                             | 13                            | —                             | 14                            | —                             | —                             |                            | Trench     |
| 2018                                                                         | "Smithereens"                   | —                             | 14                            | —                             | 15                            | —                             | —                             |                            | Trench     |
| 2018                                                                         | "Pet Cheetah"                   | —                             | 16                            | —                             | —                             | —                             | —                             |                            | Trench     |
| 2018                                                                         | "Bandito"                       | —                             | 18                            | —                             | —                             | —                             | —                             |                            | Trench     |
| 2018                                                                         | "Cut My Lip"                    | —                             | 19                            | —                             | —                             | —                             | —                             |                            | Trench     |
| 2018                                                                         | "Legend"                        | —                             | 21                            | —                             | —                             | —                             | —                             |                            | Trench     |
| 2018                                                                         | "Leave the City"                | —                             | 23                            | —                             | —                             | —                             | —                             |                            | Trench     |
| "—" denota canções que não entraram nas tabelas ou não foi lançadas no país. |                                 |                               |                               |                               |                               |                               |                               |                            |            |

## Videoclipes
| Ano  | Título                      | Diretor(es)       | Ref.   |
| ---- | --------------------------- | ----------------- | ------ |
| 2011 | "Forest"                    | Mark C. Eshleman  | [ 44 ] |
| 2012 | "Goner"                     | Mark C. Eshleman  | [ 45 ] |
| 2012 | "Holding on to You"         | Jordan Bahat      | [ 46 ] |
| 2012 | "House of Gold"             | Mark C. Eshleman  | [ 47 ] |
| 2013 | "Guns for Hands"            | Mark C. Eshleman  | [ 48 ] |
| 2013 | "Car Radio"                 | Mark C. Eshleman  | [ 49 ] |
| 2013 | "Lovely"                    | Mark C. Eshleman  | [ 50 ] |
| 2013 | "House of Gold"             | Warren Kommers    | [ 51 ] |
| 2013 | "Migraine"                  | Mark C. Eshleman  | [ 52 ] |
| 2013 | "Truce"                     | Mark C. Eshleman  | [ 53 ] |
| 2014 | "Ode to Sleep"              | Mark C. Eshleman  | [ 54 ] |
| 2015 | "Fairly Local"              | Mark C. Eshleman  | [ 55 ] |
| 2015 | "Tear in My Heart"          | Marc Klasfeld     | [ 56 ] |
| 2015 | "Stressed Out"              | Mark C. Eshleman  | [ 57 ] |
| 2015 | "Lane Boy"                  | Mark C. Eshleman  | [ 58 ] |
| 2015 | "Ride"                      | Mark C. Eshleman  | [ 59 ] |
| 2016 | "Heathens"                  | Andrew Donoho     | [ 60 ] |
| 2017 | "Heavydirtysoul"            | Andrew Donoho     | [ 61 ] |
| 2018 | "Jumpsuit"                  | Andrew Donoho     | [ 62 ] |
| 2018 | "Nico and the Niners"       | Andrew Donoho     | [ 63 ] |
| 2018 | "Levitate"                  | Andrew Donoho     | [ 64 ] |
| 2018 | "My Blood"                  | Tim Mattia        | [ 65 ] |
| 2019 | "Chlorine"                  | Mark C. Eshleman  | [ 66 ] |
| 2019 | "The Hype"                  | Andrew Donoho     | [ 67 ] |
| 2019 | "The Hype (Vertical Video)" | Twenty One Pilots | [ 68 ] |
| 2020 | "Level of Concern"          | Twenty One Pilots | [ 69 ] |